# Beachvolleybal op de Aziatische Spelen 2022
Beachvolleybal was een van de onderdelen op de Aziatische Spelen 2022 in Hangzhou. Het was de zevende keer dat de sport op het programma stond. De wedstrijden vonden plaats van 19 tot en met 28 september 2023 in het beachvolleybalstadion van Banbianshan Tourist Holiday Resort in de stad Ningbo. Aan het mannentoernooi deden 27 paren uit zestien landen mee en aan het vrouwentoernooi twintig paren uit elf landen.

## Medailles

### Medaillewinnaars
| Onderdeel | Goud | Goud                         | Zilver | Zilver                  | Brons | Brons                          |
| --------- | ---- | ---------------------------- | ------ | ----------------------- | ----- | ------------------------------ |
| mannen    | QAT  | Cherif Younousse Ahmed Tijan | CHN    | Ha Likejiang Wu Jiaxin  | KAZ   | Sergej Bogatoe Dmitri Jakovlev |
| vrouwen   | CHN  | Xue Chen Xia Xinyi           | JPN    | Sayaka Mizoe Miki Ishii | CHN   | Wang Fan Dong Jie              |

### Medaillespiegel
| Rang   | Land       | Goud | Zilver | Brons | Totaal |
| 1      | China      | 1    | 1      | 1     | 3      |
| 2      | Qatar      | 1    | 0      | 0     | 1      |
| 3      | Japan      | 0    | 1      | 0     | 1      |
| 4      | Kazachstan | 0    | 0      | 1     | 1      |
| Totaal | Totaal     | 2    | 2      | 2     | 6      |